# 오오카촌 (나가노현)
오오카촌(大岡村)은 나가노현 사라시나군에 있던 촌이다. 현재의 나가노시 오오카 지구에 해당한다.

## 역사
- 1889년 4월 1일 - 정촌제 시행과 함께 오오카촌 단독으로 자치체를 형성하였다.
- 1956년 9월 30일 - 마키사토촌 일부를 편입하였다.

## 교통

### 도로
- 국도 19호선